# Pseudosuberites nudus
Pseudosuberites nudus är en svampdjursart som beskrevs av Koltun 1964. Pseudosuberites nudus ingår i släktet Pseudosuberites och familjen Suberitidae. Inga underarter finns listade i Catalogue of Life.